# Epimelitta nigerrima
Epimelitta nigerrima là một loài bọ cánh cứng trong họ Cerambycidae.